# Округ Бучач
Округ Бучач (нем. Bezirk Buczacz, Бучачский уезд, пол. Powiat buczacki, укр. Бучацький повіт) — административная единица Королевства Галиции и Лодомерии, существовавшая в 1850—1918 годах. Входил в состав Австрийской (до 1867 г.), с 1867 г. — в состав Австро-Венгерской империи.

## Краткая история
Созданный в результате административной реформы 1846 года как один из 74 уездов Королевства Галиции и Лодомерии на территории Станиславского, Чертковского округов Королевства Галиции и Володимерии, Уезд за разделением 1846 года должен возглавлять староста, которого назначал император.
Карта Галичины с проектом разделения на 3 отдельных соймы (центры: Львов, Станислав, Краков) 1850 года — первый документ, который подал отдельный Бучачский уезд («пределы отличались от более поздних»). На севере граничил с Теребовельским, на востоке — Чертковским, Борщевским, на юге — Золочевским, Тысменицким, на западе — Подгаецким уездом.
В 1870-х годах граничил: на востоке — Чертковским, Залещицким, на юге — с Городенковским, Товмацким, на западе — Рогатинским, Подгаецким, на севере — Подгаецким, Теребовельским уездами.
Владислав Виктор Чайковский в 1884 году был избран маршалком Бучацкого уезда («Praeses der Bezirksvertretung»).
Существовал до образования Западно-Украинской Народной Республики в ноябре 1918 года. Пределы уезда, видимо, не значительно изменились в 1918 году (даже в 1939-м). Только: Коропец, Бобровники изначально принадлежали к Товмацкому уезду, а Беремьяны изначально принадлежали к Залещицкого уезда.

## Население
- 1880 г.: всего 96507 человек, из них: украинцев 55540 (58,8 %), поляков 25615 (25,6 %), евреев 15305 (15,4 %), других 47 человек (0,1 %)
- 1900 г.: всего 119898 человек, из них: украинцев 72351 (60,3 %), поляков 31806 (26,5 %), евреев 15711 (13,1 %), остальных 30 (0,1 %)[7]

## Религия
По состоянию на 1880 год. Греко-католики: 33 прихода, из них 22 принадлежали к Бучацкого, 7 — Чертковского, 4 — Устецкого деканатов УГКЦ. Все принадлежали к Львовского архиепископства Галицкой митрополии УГКЦ.
Римо-католики: 8 приходов латинского обряда, из которых 6 принадлежали к Бучацкому деканату РКЦ: Бучач, Барыш, Коропец, Монастыриска, Золотой Поток, Ковалёвка. Парафия Язловца принадлежала Язловецкому, Старые Петликовцы — к Чертковскому деканату РКЦ. Все принадлежали к Львовской архидиецезии РКЦ.